# Trauermantelsalmler
Der Trauermantelsalmler (Gymnocorymbus ternetzi) ist ein Süßwasserfisch aus dem mittleren Südamerika und kommt in den Flusssystemen des Río Paraguay und des Rio Guaporé in Bolivien sowie im mittleren Rio Parana in Argentinien vor. Die Art wurde 1895 durch den britischen Ichthyologen George Albert Boulenger beschrieben und nach Carl Ternetz (* 1870, † 1928) benannt, der die Fische erstmals fing.

## Merkmale
Trauermantelsalmler sind hochrückig, seitlich stark abgeflacht und werden bis zu 5,5 cm lang, sie sind friedliche Schwarmfische. Männchen bleiben kleiner. Die Fische sind silbrig und zeigen in der vorderen Körperhälfte zwei tiefschwarze, breite Querbänder, das erste direkt hinter dem Kiemendeckel, das zweite in Höhe des Ansatzes der Rückenflosse. Eine weitere senkrechte Binde zieht sich durch das Auge. Die hintere Körperhälfte, Rücken-, After- und Fettflosse sind bei jüngeren Fischen tiefschwarz. Bauchflossen und Schwanzflosse sind hell. Die schwarze Färbung verblasst mit zunehmendem Alter und wird grau, bei den Weibchen meist schneller als bei Männchen.
- Flossenformel: Dorsale 11-12, Anale 40-42.
- Schuppenformel: mLR 32-36, QR 7-8/8-9.

## Aquaristik
Der Trauermantelsalmler wurde 1935 als Aquarienfisch nach Europa eingeführt und gehört heute zum Standardangebot des Zoofachhandels. Die Nachzucht ist nicht sehr schwierig, erfordert aber einige Vorbereitungen. Es gibt auch eine Zuchtform mit verlängerten Flossen. Ebenso ist eine goldene Zuchtform zu finden. Die Fische sind recht gute Fresser und können sogar kleine Fliegen schlucken.

### Rechtsvorschrift in Österreich
In Österreich sind die Mindestanforderungen zur Haltung von Fischen in der Verordnung 486 im §7 und deren Anlage 5 definiert. Siehe dazu auch den Wikipedia-Eintrag Zierfische.
Speziell für Trauermantelsalmler gilt zusätzlich: Es müssen mindestens 5 Tiere dieser Art gehalten werden und folgende Grenzwerte sind einzuhalten:
|                                  | Wert         | Anmerkung                         |
| -------------------------------- | ------------ | --------------------------------- |
| Mindestgröße des Aquariums       | 60 × 30 × 30 | Länge × Breite × Höhe in [cm]     |
| Bereich für die Wassertemperatur | 18 – 28      | Grad Celsius [°C]                 |
| Bereich für die Wasserhärte      | 0 – 30       | Grad deutscher Gesamthärte [⁰dGH] |
| Bereich pH-Wert                  | 6,0 – 8,0    | Säuregrad                         |
| Maximalwert Nitrat               | 50           | [mg/l]                            |